# Parada de Benidorm Intermodal (TRAM Alicante)
Benidorm Intermodal es una parada del TRAM Metropolitano de Alicante donde prestan servicio las líneas 1 y 9. Está situada en la zona norte del municipio de Benidorm y conectada con la estación de autobuses.

## Localización y características
Se encuentra ubicada junto  a la calle Francisco Llorca Antón (estación de autobuses), desde donde se accede. En esta parada se detienen los tranvías de las líneas 1 y 9, aunque no todos los trenes de la línea 1 llegan hasta aquí. Dispone de un largo andén, dividido en dos zonas a diferentes niveles para adaptarse al tipo de tren que llega.

## Antecedentes
Benidorm Intermodal se inauguró el 31 de julio de 2018. Su funcionamiento supuso el cierre de la parada Disco Benidorm, que estaba situada en las proximidades. Además, su puesta en servicio impulsó la electrificación de 1350 m de vía desde la anterior estación de Benidorm, lo que permite a los trenes de la línea 1 llegar hasta aquí.

## Véase también

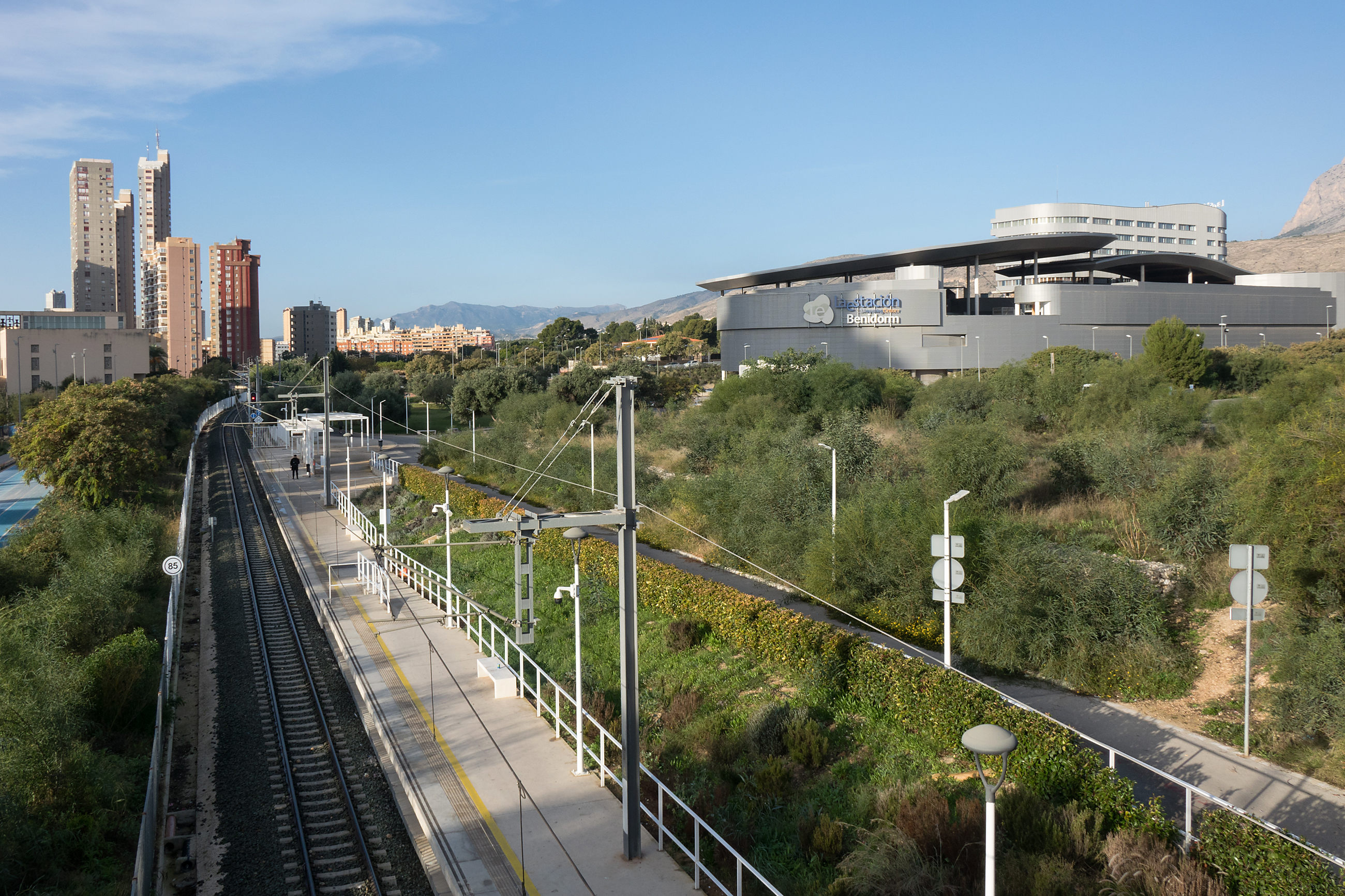
Vista general de la zona, con la estación de autobuses a la derecha.

## Líneas y conexiones
| << Cabecera | < Estación | Línea | Estación > | Cabecera >>         |
| ----------- | ---------- | ----- | ---------- | ------------------- |
| Luceros     | Benidorm   |       | Terminal   | Benidorm Intermodal |
| Benidorm    | Benidorm   |       | Camí Coves | Denia               |